# Juniperus comitana
Juniperus comitana es una especie de conífera de la familia Cupressaceae, comúnmente conocida como cedro, ciprés, o sicop. Es nativo de Guatemala y el sur de México donde crece a una altitud entre 1300 y 1800 m s. n. m. Puede alcanzar una longitud de 10 m.

## Descripción
Son  árboles que alcanzan un tamaño de 10 m de altura, por lo general con un solo tronco  ramificado desde varios metros por encima de la base. La copa es redondeada o ampliamente piramidal. La corteza de color fresno marrón, de unos 5 mm de espesor, exfoliante en tiras largas. Las ramillas terminales son ascendente para erectas,  de color rojo-marrón con corteza escamosa. Las hojas escamosas de color verde, de 1.5-2 mm de largo, margen finamente dentado; ramillas finales muy delgadas (menos de 1 mm de espesor); olor muy débil debido a inusualmente bajo contenido de terpenoides.

## Ecología
Se encuentra a una altitud de 1300-1775 (-2300) m de altitud en las laderas, o cañones rocosos secos con arbustos o en bosques dispersos, por lo general en la piedra caliza o dolomita. Comúnmente asociada en bosques de Pinus-Quercus o Acacia-Ficus. 

## Taxonomía
Juniperus comitana fue descrita por Maximino Martínez y publicado en Anales del instituto de Biología de la Universidad Nacional de México 15(1): 12–15, f. 5–8. 1944.
Etimología
Juniperus: nombre genérico que procede del latín iuniperus, que es el nombre del enebro.
comitana: epíteto